# Takashi Furukawa
Takashi Furukawa (født 28. oktober 1981) er en tidligere japansk fodboldspiller.
Han har spillet for flere forskellige klubber i sin karriere, herunder Sagan Tosu.